# Unzué
Unzué (baskijski: Untzue) – gmina w Hiszpanii, w Nawarze, o powierzchni 18,88 km². W 2011 roku gmina liczyła 142 mieszkańców.